# Kodzse
Kodzse (hangul: 거제시, Kodzse-si, handzsa: 巨濟市, RR: Geoje-si) város Dél-Korea Dél-Kjongszang (Gyeongsang) tartományában, egy szigeten, nem messze Puszan (Busan) kikötőváros partjaitól. A koreai háború idején hadifogolytábor üzemelt itt, ez a sziget neve, Kodzsedo (거제도; 巨濟島, Geojedo) után a magyar nyelvben a „börtön” jelentésű kocsedó alakban honosodott meg.